# 纺神星
纺神星（97 Klotho）是第97颗被人类发现的小行星，于1868年2月17日发现。纺神星的直径为82.8千米，质量为5.9×1017千克，公转周期为1592.030天。
纺神星的名字来自希腊神话中的命运女神克洛托。